# Macerata Campania
Macerata Campania är en ort och kommun i provinsen Caserta i regionen Kampanien i Italien. Kommunen hade 10 507 invånare (2017).